# Sinistra Classe Rivoluzione
 (février 2024).
Si vous disposez d'ouvrages ou d'articles de référence ou si vous connaissez des sites web de qualité traitant du thème abordé ici, merci de compléter l'article en donnant les références utiles à sa vérifiabilité et en les liant à la section « Notes et références ».
Sinistra Classe Rivoluzione est une organisation marxiste, section italienne de la Tendance Marxiste Internationale.
Jusqu'en 2014, elle était connue sous le nom de Falcemartello (« Faucillemarteau  ») du même nom que son magazine. Cette année-là, cependant, l'organisation a changé sa caractérisation, se présentant comme un mouvement politique autonome dont l'organe officiel est le magazine bimensuel Rivoluzione.
Héritière de Ted Grant, cette organisation se revendique comme lui du marxisme, du léninisme et du trotskisme. Par conséquent, elle défend un programme révolutionnaire visant au renversement du capitalisme et à l'instauration d'une société socialiste basée sur la propriété collective des moyens de production.

L'organisation a joué un rôle en 2008 lors du VIIe congrès du PRC dans le renversement de majorité de Fausto Bertinotti en soutenant l'aile gauche (menée par Paolo Ferrero) lui permettant de prendre la direction du parti. Jusqu'à 2009, elle a donc fait partie d'une majorité de coalition au sein du PRC et a exercé à ce titre des responsabilités nationales, notamment le développement des cellules d'entreprises. Cependant, après la décision de M. Ferrero de nouer à nouveau des alliances avec le Parti Démocrate centriste, FalceMartello s'oppose activement à cette nouvelle orientation. Au congrès suivant, en 2011, FalceMartello a présenté la motion 2 intitulée « Per il partito di classe » (Pour un parti de classe) qui recueille plus de 13 % des suffrages, devenant la première opposition interne du PRC, loin devant la motion 3 (5 %).